# Francis Piasecki
Francis Piasecki (Talange, 1951. július 28. – Strasbourg, 2018. március 6.) válogatott francia labdarúgó, középpályás, edző.

## Pályafutása

### Klubcsapatban
1969-ben mutatkozott be az FC Metz B-csapatában, ahol két idényen át szerepelt. Az 1970–71-es idényben lépett pályára az első csapat színeiben. Ebben az idényben egy rövid ideig a Valenciennes játékosa volt majd visszatért Metzbe, ahol további két idényen át játszott. Az 1972–73-as idény alatt cserélt ismét klubot és a Sochaux labdarúgója lett. 1975 és 1977 között a PSG csapatáben szerepelt. 1977 és 1986 között kilenc idényen át a Strasbourg játékosa volt. Tagja volt az 1978–79-es idényben bajnokságot nyert együttesnek.

### A válogatottban
1978 és 1979 között három alkalommal szerepelt a francia válogatottban.

### Edzőként
Az 1985–86-os idényt még játékosként kezdte meg a Strasbourgnál, de decembertől a csapat vezetőedzőjeként tevékenykedett tovább 1986 szeptemberéig.

## Sikerei, díjai
RC Strasbourg
- Francia bajnokság
  - bajnok: 1978–79